# Różana (Mieroszów)

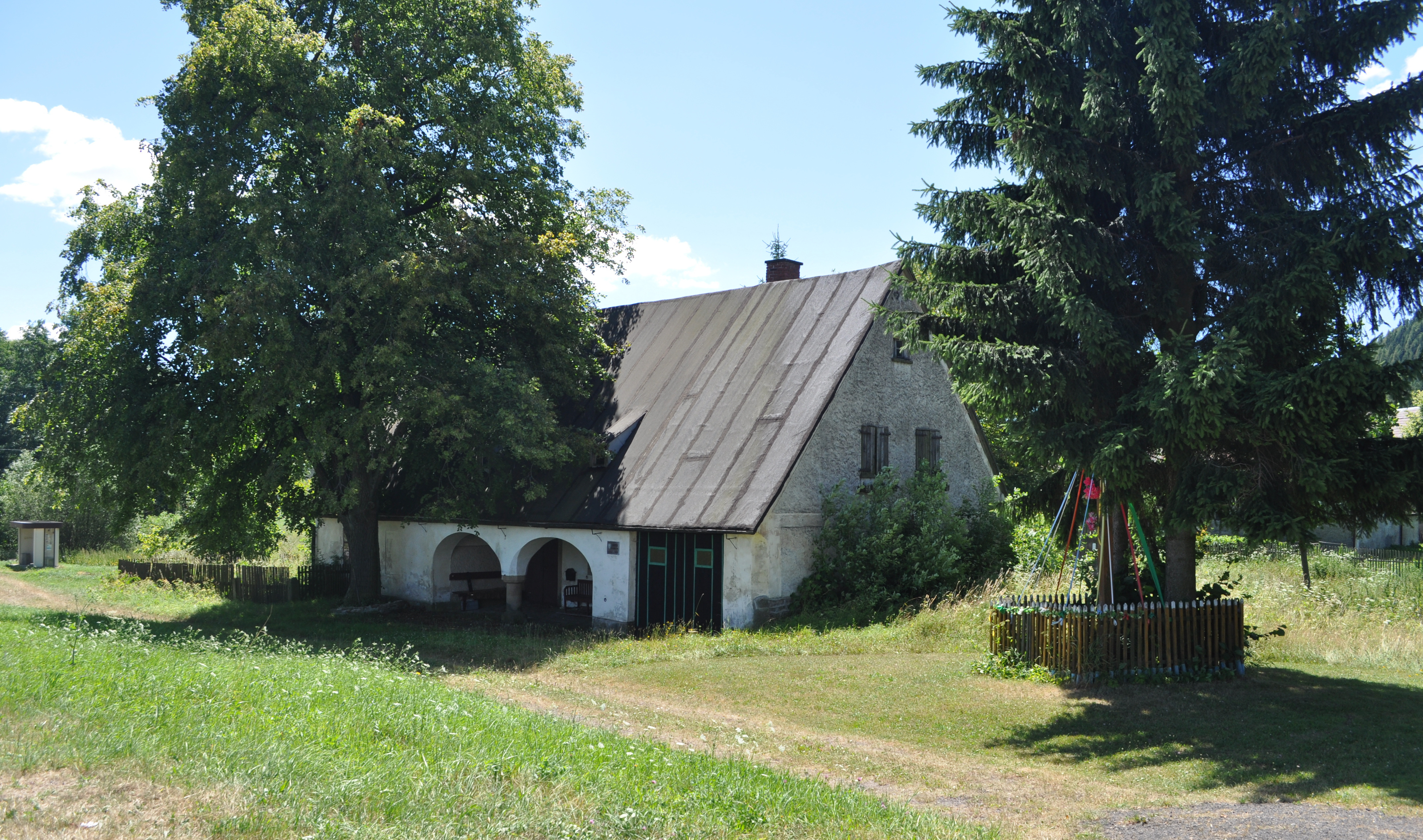
Schmiede in Różana (2013)

Różana (deutsch Rosenau) ist ein Ort in der Stadt- und Landgemeinde Mieroszów im Powiat Wałbrzyski der Woiwodschaft Niederschlesien in Polen. Es liegt drei Kilometer nordwestlich von Mieroszów (Friedland in Schlesien).

## Geographie
Różana liegt im Süden des Waldenburger Berglandes an einer Nebenstraße, die von Mieroszów nach Kamienna Góra führt. Nachbarorte sind Kochanów im Norden, Kowalowa und Sokołowsko im Nordosten, Mieroszów und Golińsk im Südosten, Łączna im Westen und Gorzeszów im Nordwesten. Jenseits der Grenze zu Tschechien, das über den Grenzübergang Mieroszów–Meziměstí erreicht wird, liegen im Süden das wüste Libná, die Ortschaften Zdoňov und Adršpach sowie die Adersbach-Weckelsdorfer Felsenstadt.

## Geschichte
Die Besiedlung des oberen Steinetales, das damals verwaltungsmäßig zum Glatzer Land gerechnet wurde, erfolgte um 1250 durch das ostböhmische Benediktinerkloster in Politz. Erstmals erwähnt wurde Rosenau im Jahre 1350 in einer Aufzählung der zum böhmischen Burgbezirk der Freudenburg gehörenden Ortschaften. Zusammen mit der Freudenburg gelangte es 1359 an das Herzogtum Schweidnitz. Mit diesem zusammen fiel es nach dem Tod des Herzogs Bolko II. 1368 erbrechtlich an Böhmen, wobei dessen Witwe Agnes von Habsburg bis zu ihrem Tod 1392 ein Nießbrauch zustand. 
Während der Hussitenkriege wurde Rosenau zerstört und in den nachfolgenden Jahrzehnten wieder aufgebaut. 1548 gehörte es zur Herrschaft der Hochberg (Hoberg, Hohberg) auf Fürstenstein, die den Ort wieder aufbauten. 1582–1585 wütete die Pest. Am Ende des Dreißigjährigen Kriegs war Rosenau unbewohnt und wüst. 1667–1700 gehörte Rosenau dem Maximilian Hochberg auf Schloss Göhlenau und damit zur Herrschaft Friedland, danach wieder zur Herrschaft Fürstenstein. Es war nach Friedland gepfarrt und gehörte bis 1654 zum Erzbistum Prag. 1738 waren in Rosenau sieben Hauswebstühle in Betrieb. 
Nach dem Ersten Schlesischen Krieg fiel Rosenau zusammen mit Schlesien 1742 an Preußen. Im selben Jahr wurde eine evangelische Schule errichtet. Wegen der Grenznähe zu Böhmen musste die Bevölkerung in den drei Schlesischen Kriegen Drangsalierungen und Plünderungen erleiden. 1782 wurden neue Urbarien angelegt. Nach der Neugliederung Preußens gehörte Rosenau seit 1815 zur Provinz Schlesien und war ab 1816 dem Landkreis Waldenburg eingegliedert, mit dem es bis 1945 verbunden blieb. 1827 brannte die Scholtiserei ab. 1840 bestand Rosenau aus 249 Einwohnern. Seit 1874 gehörte die Landgemeinde Rosenau zum Amtsbezirk Göhlenau. 1876 befanden sich in Rosenau 25 Hauswebstühle. 1910 wurden 219 Einwohner gezählt. 1934 wurde Rosenau nach Raspenau eingemeindet. 
Als Folge des Zweiten Weltkriegs fiel Rosenau 1945 wie fast ganz Schlesien an Polen und wurde in Różana umbenannt. Die deutsche Bevölkerung wurde vertrieben. Die neuen Bewohner waren zum Teil Heimatvertriebene aus Ostpolen. Wegen der abgelegenen Lage verließen viele der neu angesiedelten Bewohner Różana wieder, wodurch zahlreiche Häuser und Gehöfte dem Verfall preisgegeben wurden. 1975–1998 gehörte Różana zur Woiwodschaft Wałbrzych (deutsch Waldenburg).